# コーカサスオオカブト
コーカサスオオカブトは、昆虫綱コウチュウ目コガネムシ科カブトムシ亜科カブトムシ族アトラスオオカブト属に分類されるカブトムシ。3本の長い角が特徴。アジア最大のカブトムシであり、闘争心も旺盛なことから南米のヘラクレスオオカブトと並びしばしば世界最強のカブトムシとも称される。
原産国が日本に比較的近く、また年間を通じての採集が可能なため、かつてアトラスオオカブトと並び安価で大量に流通していた外国産カブトムシの一つである。

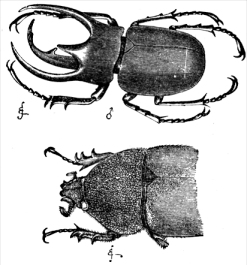
上のイラストは雄、下のイラストは雌

## 生息地
スマトラ島・ジャワ島・マレー半島・インドシナ半島などの標高800-2000mの熱帯高地林および雲霧林に生息する。中でも標高1200-1700mに個体数が多く、大型個体も多い。名に「コーカサス」とあるが、コーカサス地方に生息しているわけではない。（「caucasus：コーカサス」とは、古代スキタイ語で「白い雪」を意味する「クロウカシス」に由来するギリシア語で、コーカサスオオカブトの上翅にある光沢から名付けられたもの。）

## 形態
体長は♂75mm - 133mm、♀40mm - 67mm。
最大級個体は130mmを越える。頭部と前胸部は黒色、中胸部、後胸部、腹部、脚の腿節および前翅は暗赤褐色から黒褐色。前翅は青銅色、緑銅色、紫銅色、赤銅色などの金属光沢を帯びる。大型カブトムシの中では脚の符節が脆く取れやすい。
頭部に1本、前胸背板に2本の計3本の角を備えることから、英語ではスリーホーンビートル（Three Horned Beetle）と呼ばれる。また、大型個体では前胸の中央前端近くにさらにもう1本短い角状の突起を備える。同種や他種と闘争する際には、この3本の角と併用して大きく鋭い爪を備えた長い脚を巧みに使い、長い胸角と頭角で相手を挟みこみ、強大な力で木から引き剥がして放り投げる。鋭い爪を持つ長い前脚は、人の手や服に乗せると引き離すことが困難なため注意が必要となる。また前胸背板後縁が鋭利な刃物状になっており、ここと前翅の間に不用意に指を入れると閉じ合わされた際に挟まれ、皮膚を切られて出血を伴う怪我をすることがある。ちなみにその力は割り箸を簡単に折るぐらいの力がある。

## 生態
夜行性で主にジャングルに生えるロタン（籐）に集まり、成長点や幹を傷つけて樹液を吸う。サトウヤシ(Arenga pinnata)にも集まる他、栽培されたコーヒーノキやマメ科の木に多数集まっていた例も報告されている。天候や栄養状況によっては昼間に活動する個体もある。活発に飛翔し灯火によく飛来する。採集される個体は主に灯火に飛来したものである。これはジャングルの内部が危険かつ苦労を伴い、食樹に集まっているのを見つけるのが困難なためである。ジャングルの腐倒木やその下の土に産卵することが知られており、幼虫は朽木や腐葉土を食べる。自然下において成虫になるまでの期間は約2年と考えられている。
野生下での成虫の寿命は不明な点が多い。これは前述のとおり、生態調査があまり進んでいないことに所以する。ただし、飼育下では長くておよそ半年程度、学術的に確認がとれた例でおよそ４ヵ月程なので、自然下においてはおよそ2～3か月前後と推測されている。また、羽化から活動開始後２ヵ月程度経た個体には急速な老化現象が見られる。顕著な現象としては、各脚の付節をはじめとする付属肢が次々に壊死欠落していく。このような状態となった個体は、闘争も樹上歩行も不可能であり、野生下であれば実質的に寿命と考えられる。

## 性質
本種の特徴として、まず第一に闘争心が強いことが挙げられる。本種の凶暴さはヘラクレスオオカブトやゾウカブトといった他の大型種と比較しても際立っており、その攻撃の矛先は同種や他種昆虫との闘争だけでなく、交尾相手（もしくはそれを拒否した）の雌にも向けられることが知られている。また相手を負かすだけでなく、死骸となったそれをバラバラにするといった一種猟奇的な行動をとる場合もある。いわゆる肉食性昆虫が捕食する以外にこうした行動をとる種は極めて稀である。また雄だけでなく雌も同様に気が荒いため、雄雌ともに成虫の多頭飼いは本種では厳禁である。なお成虫にとどまらず幼虫すら好戦的であり、その大顎は噛む力も強い。噛まれた際には痛みを伴い、場合によっては出血することもある。

## 飼育

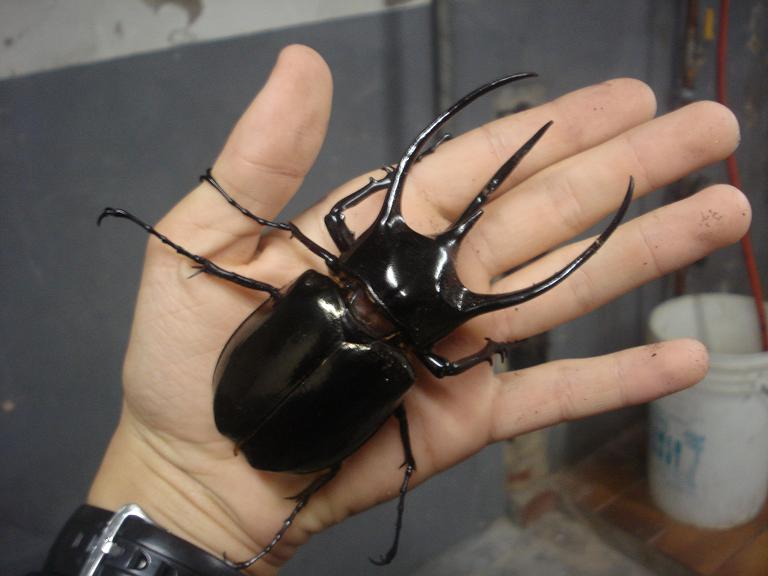
人の手との比較

ヘラクレスオオカブトに比べ、寿命や温度などの関係により、やや飼育が難しいとされる。元の生息地は赤道付近であるが、標高の高い涼しい森林に生息するため暑さには弱く、大体15℃~20℃前後が適温とされている。故にクーラー等の温度管理無しで日本の夏を越すのは厳しい。しかし放虫することは厳禁である。
本種は気が荒く同種を殺める事態が多発するため、雄はもちろん、雌も単頭飼いが基本である。また交尾の際にも万全の注意が必要となる。大型の雄が暴れることで発生する事故を防止するために、敢えて角の小さい小型の雄を交尾相手として使用する方法もある。
幼虫は基本的に専門店等で販売しているカブトムシ用マットで飼育できる。なお卵のままで取り出すと孵化に結びつかないことが多い。ちなみに飼育下においては、体は大きいものの角が発達しない（短角型）成虫になることが多く、様々な方法が試みられている。海野和男の著書によれば、落ち葉や枯れ枝を集めた腐葉土よりも朽木で育った幼虫の方が大型化する傾向があるとの記述がある。

## アトラスオオカブトとの関係
コーカサスオオカブトの属するアトラスオオカブト属には他に3種（アトラスオオカブト、モーレンカンプオオカブト、エンガノオオカブト）が含まれ、アトラスオオカブトとコーカサスオオカブト、アトラスオオカブトとモーレンカンプオオカブトは分布域が重なるところがある。アトラスオオカブトのフィリピン亜種は最大108mm以上と大型で胸角が湾曲するなど形態がコーカサスオオカブトに似ており、各地からの標本が混ぜられている場合は頭角基部寄りに尖った突起がある方をコーカサスオオカブト、ない方をアトラスオオカブトと判断するが、頭角の発達しない短角型同士では見分けが困難である。実際にはフィリピンにコーカサスオオカブトは分布しないので標本の採集地が判明していれば混同されることはない。コーカサスオオカブトが同所的に分布するスマトラとマレー半島のアトラスオオカブトは非常に小型であるため識別は容易である。雌の相違点は、アトラス雌の前翅には小さい針毛が生えており、お尻の方から指で撫でるとザラザラとしている。コーカサス雌の前翅には柔らかい微毛が生えているため感触がアトラスに比べるとフワフワしていることなどが挙げられる。モーレンカンプオオカブトの雌は前胸が幅狭く下ぶくれでやや細身である。

## 学名の変更
最近までコーカサスオオカブトの学名はChalcosoma caucasusであり、和名もこれに基づくものであったが、種小名がchironに変更となった。chironはもともと1789年のOliverによって記載されていたのだが、その後1801年にFabriciusにより記載されたcaucasusが長らく使われており、今回の検証により国立スコットランド博物館の所蔵するchironのタイプ標本（記載の元となった標本）がジャワ島産のコーカサスオオカブトと確認されたことから、国際動物命名条約における先取権により、古参であったchironに変更され、これに伴い和名も「キロンオオカブト」とすることが提唱されている。chironはギリシャ神話のケイローンから。なお、1970年代の書籍には本種を単に「オオカブトムシ」と記しているものもある。

## 亜種

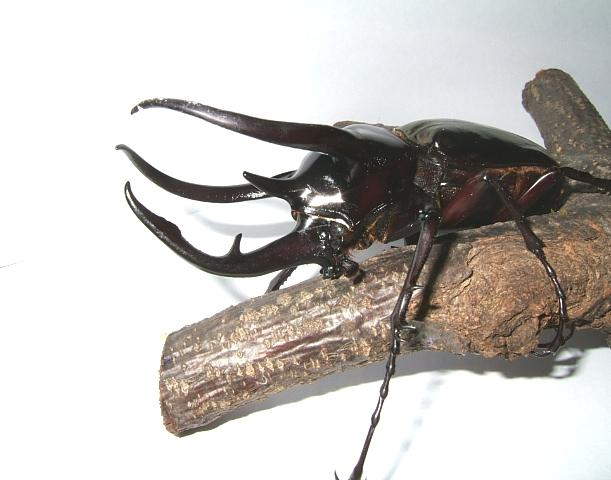
ジャワ島産のオス（側面から）

胸角の太さと湾曲の強さが異なる。身体の厚さと幅、丸みにも違いが見られる。
- ジャワコーカサス C. c. chiron - ♂45-121mm ♀45-60mm。最小の亜種。90mm以上は長角型が多く、100mm以上はほぼ全て長角型。 ジャワ島に生息し、特に西部に多い。頭部には尖った突起の他に、アトラスオオカブトに見られる先端の隆起もあるため、アトラスオオカブトとの交雑種ではないかとする意見も一部では存在する。身体は薄く幅はやや広く丸みがある。胸角は細長くやや湾曲する。脚も細長く、体長の割に胴体が小さいので華奢で優美な印象を受ける。個体数が多いためか価格が安く、一般の（主に犬や猫を扱う）ペットショップやホームセンターで売られているものはほとんどがジャワ産である。
- スマトラコーカサス C. c. janssensi - ♂55-133mm ♀55-75mm。体長・体積ともに最大になる亜種で♀には巨大な個体が現れる。110mm以上は長角型が多いが120mmを超える巨大な短角型個体も存在する。 スマトラ島・トアンク島・ニアス島に生息する。身体は厚く幅はやや狭く角張る。脚は太く強壮。胸角がやや直線的に伸びる個体が多く、大型であるため、体長が最も大きくなる。また、頭角・胸角共に太く大きく、身体が厚いため横から見ると迫力がある。
- マレーコーカサス C. c. kirbyi - ♂50-127mm ♀50-68mm。体長の割に体積が大きい。100mm以上は長角型が多く巨大な短角型はいない。 マレー半島に生息し、キャメロンハイランドは有名な採集地である。身体はやや厚く幅は非常に広く丸みがある。脚は太く強壮。大部分の個体は胸角がやや太く弱く湾曲し、タイリクコーカサスと似た形態である。多くはないが胸角と頭角が太く強く湾曲し、角を除いた身体が非常に大きく太い個体が見られる。日本国内では最も古くから知られ格好良いため人気があり、子供向けの図鑑などに写真が載っているのはほとんどこの亜種である。
- タイリクコーカサス C. c. belangeri - ♂55-127mm ♀55-65mm。大きさ、形態ともに平均的なマレーコーカサスに似る。インドシナ半島とランカウイ島に生息する。個体数は多くない。胸角はやや太く弱く湾曲する。マレーコーカサスに見られるような強く湾曲した胸角を持つ個体も少ないながら見つかっている。